# Glycaspis dobsoni
Glycaspis dobsoni är en insektsart som beskrevs av Moore 1970. Glycaspis dobsoni ingår i släktet Glycaspis och familjen rundbladloppor. Inga underarter finns listade i Catalogue of Life.